# Système d'information voyageurs
Pour un article plus général, voir Système d'aide à l'exploitation et à l'information voyageurs.

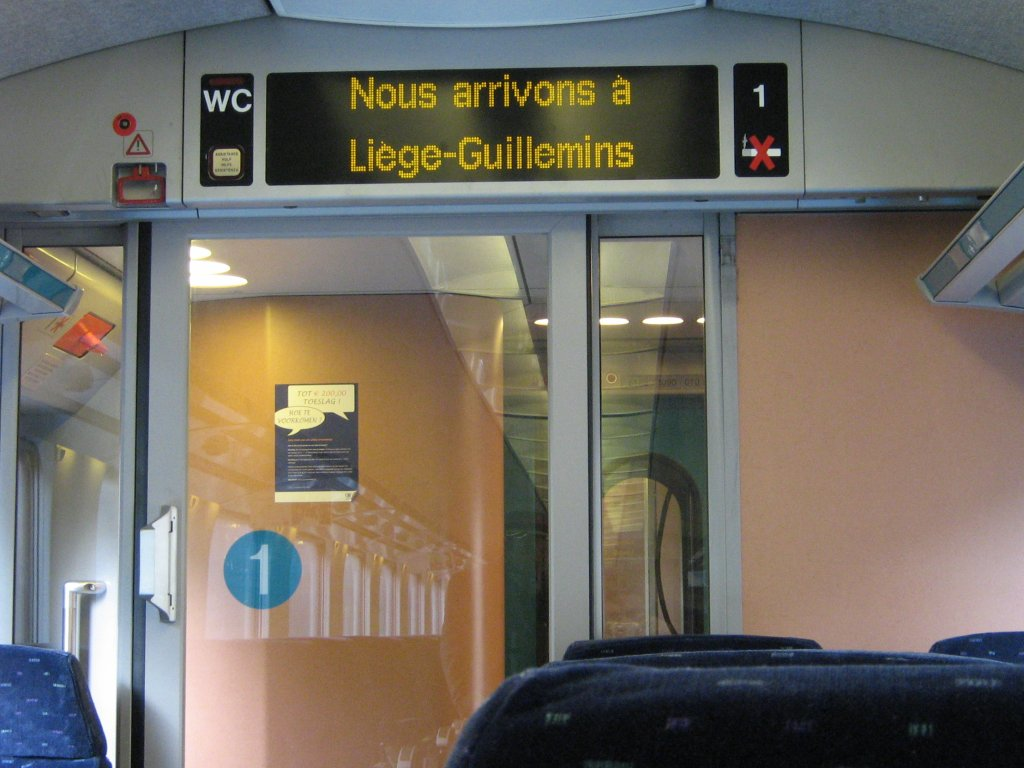
Un affichage intérieur d'un SIV dans un train de la SNCB

Un système d’information des voyageurs (SIV) est une installation présente dans des infrastructures de transport comme les gares ou les aéroports, mais aussi à bord de certains véhicules de transport en commun permettant d'informer les voyageurs visuellement et/ou par un dispositif sonore à propos du trajet (arrivée à un arrêt, liste des arrêts, destination…) ou de donner d'autres informations (commerciales, de sécurité…).
Parmi les équipements intégrés à un SIV :
- les tableaux d'affichages des vols au départ et à l'arrivée dans un aéroport
- les panneaux des prochains arrêts ou correspondances dans une gare, ou même à bord des trains et autobus